# MacOS Sequoia
macOS Sequoia (wersja 15) – dwudzieste pierwsze główne wydanie systemu operacyjnego z rodziny macOS (wcześniej OS X) firmy Apple dla komputerów typu Macintosh. Jest następcą systemu macOS Sonoma.
System macOS Sequoia został zaprezentowany na konferencji Worldwide Developers Conference (w skrócie WWDC), która miała miejsce 10 czerwca 2024. Pierwsza (prywatna) beta macOS Sequoia została udostępniona jeszcze tego samego dnia w ramach serwisu Apple Developer Center. Stabilna wersja systemu została opublikowana 16 września 2024 jako bezpłatna aktualizacja dla posiadaczy komputerów Apple.

## Wymagania techniczne
System macOS Sequoia może zostać zainstalowany na następujących urządzeniach:
- iMac (2019 lub nowszy)
- iMac Pro (2017 lub nowszy)
- MacBook Air (2020 lub nowszy)
- MacBook Pro (2018 lub nowszy)
- Mac Mini (2018 lub nowszy)
- Mac Pro (2019 lub nowszy)
- Mac Studio (2022 lub nowszy)